# Albert Guðmundsson (calciatore 1997)
Albert Guðmundsson (Reykjavík, 15 giugno 1997) è un calciatore islandese, attaccante della Fiorentina e della nazionale islandese.

## Biografia
Viene da una famiglia di calciatori: il padre Guðmundur Benediktsson è allenatore, con precedenti esperienze agonistiche in patria e in Belgio oltreché 10 presenze in nazionale islandese tra 1996 e 2001, ed è noto anche per le esultanze mentre commentava le partite del campionato d'Europa 2016 per RÚV, televisione pubblica islandese, in veste di telecronista. La madre Kristbjörg Helga Ingadóttir ha giocato 4 volte nel 1996 con la nazionale femminile islandese.
Il nonno materno Ingi Björn Albertsson ha disputato 15 gare tra 1971 e 1979 con la nazionale maggiore islandese ed è stato primatista di reti segnate nel campionato islandese tra il 1987 e il 2012. Il bisnonno materno e suo omonimo Albert Guðmundsson è stato il primo islandese a giocare nel calcio professionistico, in Scozia, Inghilterra con l'Arsenal, Francia e Italia con il Milan, e successivamente è entrato in politica, venendo eletto nel parlamento islandese e diventando in seguito Ministro delle Finanze e poi dell'Industria.

## Caratteristiche tecniche
Centrocampista offensivo dal baricentro basso, molto agile, rapido e veloce. È abile nel controllo del pallone sia negli spazi stretti che in campo aperto. Può ricoprire anche i ruoli di ala in un tridente e di seconda punta in un attacco a due. In fase realizzativa è prolifico sia come finalizzatore che come assist-man.

## Carriera

### Club

#### Gli inizi
Nato a Reykjavík quando il padre giocava con il KR Reykjavík, inizia a giocare a calcio proprio con la squadra della capitale islandese. Il 22 marzo 2013, ad appena 15 anni, gioca una partita con i bianconeri, in Coppa di Lega, entrando all'85' della vittoria casalinga per 3-0 contro il KF Fjallabyggðar. Nell'estate dello stesso anno si trasferisce nei Paesi Bassi, all'Heerenveen, dove gioca con le squadre Under-19 e Under-21.

#### PSV e AZ
A luglio 2015 passa al PSV, che lo inserisce nello Jong PSV, seconda squadra, che disputa l'Eerste Divisie, la seconda serie olandese. Debutta il 25 settembre, all'ottava di campionato, entrando al 76' della partita pareggiata per 1-1 sul campo dell'Emmen. Segna la prima rete in carriera l'11 marzo 2016, realizzando il definitivo 1-1 al 23' in Eerste Divisie in trasferta contro il Telstar.
A partire dalla stagione 2017-2018 viene aggregato in pianta stabile alla prima squadra del PSV. Esordisce in Eredivisie alla seconda giornata del campionato, subentrando al 90º a Hirving Lozano nella trasferta vinta 4-1 a Breda. In tutto gioca 12 partite con la prima squadra.
Nell’estate del 2018 viene ceduto all’AZ Alkmaar per 1,8 milioni di euro. In tre stagioni e mezzo con il club di Alkmaar mette insieme 98 presenze e 24 gol, andando anche in doppia cifra con 11 reti nella stagione 2020-2021.

#### Genoa
In scadenza di contratto con l'AZ, il 31 gennaio 2022 viene ceduto a titolo definitivo al Genoa per 1,2 milioni di euro. Esordisce con i Grifoni e in Serie A il 13 febbraio 2022, nella partita casalinga con la Salernitana, sostituendo nella ripresa Mattia Destro. Il 6 maggio seguente segna il suo primo gol in Serie A con la maglia dei rossoblù, siglando il gol del momentaneo pareggio nella partita poi vinta per 2-1 contro la Juventus.
La stagione successiva sigla una doppietta nella prima gara di Coppa Italia dell'8 agosto, vinta per 3-2 contro il Benevento. Il 1º ottobre 2022 segna la sua prima rete nel campionato di serie B nel successo per 2-0 in casa della SPAL. Proprio contro la stessa squadra emiliana il 18 ottobre realizza su calcio di rigore il gol decisivo che consente ai Grifoni di superare i sedicesimi di Coppa Italia. Grazie anche all'arrivo di Alberto Gilardino sulla panchina della squadra rossoblù, diventerà una pedina molto importante per la promozione del Genoa in Serie A dopo un solo anno di cadetteria, essendo il capocannoniere della squadra con 11 reti e servendo anche 4 assist; verrà nominato miglior giocatore della stagione dai tifosi rossoblù.
Nelle prime cinque partite della stagione successiva Guðmundsson non mette a referto né gol né assist, pur sfornando, comunque, ottime prestazioni. Giovedì 28 settembre 2023, segna la sua seconda rete assoluta nel massimo campionato italiano, la prima della stagione 23/24, nel match casalingo contro la Roma, vinto dal grifone per 4-1. Il 1º ottobre 2023 segna la sua prima doppietta in Serie A, nel pareggio per 2-2 in casa dell'Udinese. Il 22 dicembre successivo è decisivo nel successo in rimonta sul campo del Sassuolo (2-1), andando a segno al dischetto e servendo il suo primo assist in Serie A. Divenuto primo rigorista della squadra, l'islandese ne segna altri tre contro Salernitana, Frosinone e Fiorentina, e ne ribadisce in rete un quarto, inizialmente respinto da Di Gregorio, nella gara casalinga contro il Monza. Il 7 aprile 2024 torna a segnare su azione, al Bentegodi di Verona contro l'Hellas. Il 29 aprile 2024, firma la sua quattordicesima marcatura in campionato nel match contro il Cagliari, allo Stadio Ferraris: il gol gli consente di raggiungere il traguardo delle 100 reti messe a segno tra i professionisti. Il Genoa conclude la stagione all'undicesimo posto e Guðmundsson emerge come uno dei migliori giocatori del campionato, issandosi al quinto posto nella classifica marcatori.

#### Fiorentina
Il 16 agosto 2024 si trasferisce alla Fiorentina in prestito oneroso per 8 milioni di euro, con diritto di riscatto a 17 milioni di euro più 3,5 di bonus. Tuttavia, l'esperienza non inizia nel migliore dei modi, con l'islandese che subisce un infortunio al polpaccio che lo costringerà a saltare gran parte della preparazione estiva con il resto della squadra. A complicare ulteriormente la situazione le vicende giudiziarie a suo carico, per presunta "cattiva condotta sessuale" con ben due udienze ravvicinate nei mesi di settembre e ottobre. Il neo acquisto della Fiorentina, verrà poi assolto dal tribunale distrettuale di Reykjavík, in Islanda. Una volta smaltiti infortuni e controversie legali, l'attaccante islandese torna, finalmente, a calcare i campi da calcio. Segna le sue prime reti in maglia viola al suo debutto assoluto, siglando una doppietta su calcio di rigore nella partita contro la Lazio del 22 settembre 2024, al "Franchi" di Firenze. Dopo una prestazione di sacrificio nel derby toscano contro l’Empoli, conclusosi a reti bianche, Guðmundsson torna al gol nel match successivo, siglando la rete decisiva, nel match casalingo contro il Milan, terminato 2-1 per la Viola. L'islandese, però, patisce un altro fastidioso infortunio muscolare nel match del "Via del Mare" di Lecce, rimanendo indisponibile per circa un mese. Al rientro, Guðmundsson, fatica un po' a ritrovare la corretta forma. Nonostante le difficoltà torna al gol nelle competizioni europee, trasformando, sapientemente, un altro calcio di rigore, nel pesante 7-0 inflitto dalla Fiorentina agli austriaci del LASK, in Uefa Conference League, nella stessa partita, l'islandese confeziona anche un assist. Il 24 giugno 2025, Albert viene riscattato dalla Fiorentina per 13 milioni di euro invece dei 17 milioni iniziali.

### Nazionale

#### Nazionali giovanili
Inizia a giocare nelle nazionali giovanili islandesi a 15 anni, nel 2012, quando viene convocato dall'Under-17, disputando, fino al 2013, 7 partite, di cui 6 nelle qualificazioni all'europeo di categoria nelle edizioni 2013 e 2014, segnando 4 gol. Tra 2014 e 2015 disputa 7 gare realizzando 2 reti in Under-19, nelle qualificazioni all'europeo di categoria nelle edizioni 2014, 2015 e 2016.
Il 26 marzo 2015 esordisce in Under-21, perdendo 3-0 in amichevole contro la Romania, in trasferta a Târgu Mureș, disputando gli ultimi 8 minuti. L'esordio in gara ufficiale avviene invece un anno e mezzo dopo, il 6 settembre 2016, nella sfida valida per le qualificazioni all'europeo di categoria del 2017 e persa per 2-0 a Caen, sul campo della Francia, quando entra al 78'.

#### Nazionale maggiore
Il 10 gennaio 2017 debutta in nazionale maggiore, in amichevole a Nanning contro i padroni di casa della Cina, entrando al 90' e giocando un minuto della partita vinta per 2-0.
Viene poi incluso nella lista dei convocati per il campionato del mondo 2018, dove gioca solo i cinque minuti finali contro la Croazia.
Il 21 marzo 2024 realizza la sua seconda tripletta in nazionale, nella gara vinta 1-4 contro l'Israele, valida per la fase finale delle qualificazioni al campionato d'Europa 2024. Qualche giorno più tardi, sigla un altro gol nella finale playoff contro l'Ucraina persa, in rimonta, per 2-1 dagli islandesi.

## Statistiche

### Presenze nei club
Statistiche aggiornate al 16 marzo 2025.
| Stagione            | Squadra             | Campionato          | Campionato | Campionato | Coppe nazionali | Coppe nazionali | Coppe nazionali | Coppe continentali | Coppe continentali | Coppe continentali | Altre coppe | Altre coppe | Altre coppe | Totale | Totale |
| Stagione            | Squadra             | Comp                | Pres       | Reti       | Comp            | Pres            | Reti            | Comp               | Pres               | Reti               | Comp        | Pres        | Reti        | Pres   | Reti   |
| ------------------- | ------------------- | ------------------- | ---------- | ---------- | --------------- | --------------- | --------------- | ------------------ | ------------------ | ------------------ | ----------- | ----------- | ----------- | ------ | ------ |
| 2013                | KR Reykjavík        | Ú                   | 0          | 0          | BK+D            | 0+1             | 0+0             | UCL+UEL            | 0+0                | 0+0                | SI          | 0           | 0           | 1      | 0      |
| Totale KR Reykjavik | Totale KR Reykjavik | Totale KR Reykjavik | 0          | 0          |                 | 1               | 0               |                    | 0                  | 0                  |             | 0           | 0           | 1      | 0      |
| 2015-2016           | Jong PSV            | EE                  | 14         | 1          | -               | -               | -               | -                  | -                  | -                  | -           | -           | -           | 14     | 1      |
| 2016-2017           | Jong PSV            | EE                  | 34         | 18         | -               | -               | -               | -                  | -                  | -                  | -           | -           | -           | 34     | 18     |
| 2017-gen. 2018      | Jong PSV            | EE                  | 15         | 9          | -               | -               | -               | -                  | -                  | -                  | -           | -           | -           | 15     | 9      |
| Totale Jong PSV     | Totale Jong PSV     | Totale Jong PSV     | 63         | 28         |                 | -               | -               |                    | -                  | -                  |             | -           | -           | 63     | 28     |
| gen.-giu. 2018      | PSV                 | ED                  | 9          | 0          | CO              | 3               | 0               | UEL                | 0                  | 0                  | -           | -           | -           | 12     | 0      |
| 2018-2019           | AZ Alkmaar          | ED                  | 25         | 6          | CO              | 2               | 0               | UEL                | -                  | -                  | -           | -           | -           | 27     | 6      |
| 2019-2020           | AZ Alkmaar          | ED                  | 4          | 0          | CO              | 0               | 0               | UEL                | 4                  | 1                  | -           | -           | -           | 8      | 1      |
| 2020-2021           | AZ Alkmaar          | ED                  | 26         | 7          | CO              | 1               | 0               | UCL+UEL            | 2+6                | 2+2                | -           | -           | -           | 35     | 11     |
| 2021-gen. 2022      | AZ Alkmaar          | ED                  | 19         | 4          | CO              | 1               | 0               | UEL+UECL           | 2+6                | 0+2                | -           | -           | -           | 28     | 6      |
| Totale AZ Alkmaar   | Totale AZ Alkmaar   | Totale AZ Alkmaar   | 74         | 17         |                 | 4               | 0               |                    | 20                 | 7                  |             | -           | -           | 98     | 24     |
| gen.-giu. 2022      | Genoa               | A                   | 12         | 1          | CI              | -               | -               | -                  | -                  | -                  | -           | -           | -           | 12     | 1      |
| 2022-2023           | Genoa               | B                   | 36         | 11         | CI              | 2               | 3               | -                  | -                  | -                  | -           | -           | -           | 38     | 14     |
| 2023-2024           | Genoa               | A                   | 35         | 14         | CI              | 2               | 2               | -                  | -                  | -                  | -           | -           | -           | 37     | 16     |
| Totale Genoa        | Totale Genoa        | Totale Genoa        | 83         | 26         |                 | 4               | 5               |                    | -                  | -                  |             | -           | -           | 87     | 31     |
| 2024-2025           | Fiorentina          | A                   | 24         | 6          | CI              | 1               | 0               | UECL               | 10                 | 3                  | -           | -           | -           | 35     | 9      |
| Totale carriera     | Totale carriera     | Totale carriera     | 253        | 77         |                 | 13              | 5               |                    | 30                 | 10                 |             | 0           | 0           | 296    | 92     |

### Cronologia presenze e reti in nazionale
| Cronologia completa delle presenze e delle reti in nazionale ― Islanda | Cronologia completa delle presenze e delle reti in nazionale ― Islanda | Cronologia completa delle presenze e delle reti in nazionale ― Islanda | Cronologia completa delle presenze e delle reti in nazionale ― Islanda | Cronologia completa delle presenze e delle reti in nazionale ― Islanda | Cronologia completa delle presenze e delle reti in nazionale ― Islanda | Cronologia completa delle presenze e delle reti in nazionale ― Islanda | Cronologia completa delle presenze e delle reti in nazionale ― Islanda |
| Data                                                                   | Città                                                                  | In casa                                                                | Risultato                                                              | Ospiti                                                                 | Competizione                                                           | Reti                                                                   | Note                                                                   |
| ---------------------------------------------------------------------- | ---------------------------------------------------------------------- | ---------------------------------------------------------------------- | ---------------------------------------------------------------------- | ---------------------------------------------------------------------- | ---------------------------------------------------------------------- | ---------------------------------------------------------------------- | ---------------------------------------------------------------------- |
| 10-1-2017                                                              | Nanning                                                                | Cina                                                                   | 0 – 2                                                                  | Islanda                                                                | Amichevole                                                             | -                                                                      | 90’                                                                    |
| 11-1-2018                                                              | Sleman                                                                 | Indonesia                                                              | 0 – 6                                                                  | Islanda                                                                | Amichevole                                                             | -                                                                      |                                                                        |
| 14-1-2018                                                              | Giacarta Centrale                                                      | Indonesia                                                              | 1 – 4                                                                  | Islanda                                                                | Amichevole                                                             | 3                                                                      | 63’                                                                    |
| 24-3-2018                                                              | Santa Clara                                                            | Messico                                                                | 3 – 0                                                                  | Islanda                                                                | Amichevole                                                             | -                                                                      | 46’                                                                    |
| 2-6-2018                                                               | Reykjavík                                                              | Islanda                                                                | 2 – 3                                                                  | Norvegia                                                               | Amichevole                                                             | -                                                                      | 88’                                                                    |
| 26-6-2018                                                              | Rostov                                                                 | Islanda                                                                | 1 – 2                                                                  | Croazia                                                                | Mondiali 2018 - 1º turno                                               | -                                                                      | 85’                                                                    |
| 11-10-2018                                                             | Guingamp                                                               | Francia                                                                | 2 – 2                                                                  | Islanda                                                                | Amichevole                                                             | -                                                                      | 46’ 90+3’                                                              |
| 15-10-2018                                                             | Reykjavík                                                              | Islanda                                                                | 1 – 2                                                                  | Svizzera                                                               | UEFA Nations League 2018-2019 - 1º turno                               | -                                                                      | 84’                                                                    |
| 15-11-2018                                                             | Bruxelles                                                              | Belgio                                                                 | 2 – 0                                                                  | Islanda                                                                | UEFA Nations League 2018-2019 - 1º turno                               | -                                                                      | 31’ 87’                                                                |
| 19-11-2018                                                             | Eupen                                                                  | Islanda                                                                | 2 – 2                                                                  | Qatar                                                                  | Amichevole                                                             | -                                                                      |                                                                        |
| 25-3-2019                                                              | Saint-Denis                                                            | Francia                                                                | 4 – 0                                                                  | Islanda                                                                | Qual. Euro 2020                                                        | -                                                                      | 62’                                                                    |
| 5-9-2020                                                               | Reykjavík                                                              | Islanda                                                                | 0 – 1                                                                  | Inghilterra                                                            | UEFA Nations League 2020-2021 - 1º turno                               | -                                                                      |                                                                        |
| 8-9-2020                                                               | Bruxelles                                                              | Belgio                                                                 | 5 – 1                                                                  | Islanda                                                                | UEFA Nations League 2020-2021 - 1º turno                               | -                                                                      |                                                                        |
| 11-10-2020                                                             | Reykjavík                                                              | Islanda                                                                | 0 – 3                                                                  | Danimarca                                                              | UEFA Nations League 2020-2021 - 1º turno                               | -                                                                      | 68’                                                                    |
| 14-10-2020                                                             | Reykjavík                                                              | Islanda                                                                | 1 – 2                                                                  | Belgio                                                                 | UEFA Nations League 2020-2021 - 1º turno                               | -                                                                      | 82’                                                                    |
| 12-11-2020                                                             | Budapest                                                               | Ungheria                                                               | 2 – 1                                                                  | Islanda                                                                | Qual. Euro 2020                                                        | -                                                                      | 73’                                                                    |
| 15-11-2020                                                             | Copenaghen                                                             | Danimarca                                                              | 2 – 1                                                                  | Islanda                                                                | UEFA Nations League 2020-2021 - 1º turno                               | -                                                                      | 74’                                                                    |
| 18-11-2020                                                             | Londra                                                                 | Inghilterra                                                            | 4 – 0                                                                  | Islanda                                                                | UEFA Nations League 2020-2021 - 1º turno                               | -                                                                      | 64’                                                                    |
| 25-3-2021                                                              | Duisburg                                                               | Germania                                                               | 3 – 0                                                                  | Islanda                                                                | Qual. Mondiali 2022                                                    | -                                                                      | 40’ 65’                                                                |
| 28-3-2021                                                              | Erevan                                                                 | Armenia                                                                | 2 – 0                                                                  | Islanda                                                                | Qual. Mondiali 2022                                                    | -                                                                      |                                                                        |
| 4-6-2021                                                               | Tórshavn                                                               | Fær Øer                                                                | 0 – 1                                                                  | Islanda                                                                | Amichevole                                                             | -                                                                      | 46’ 55’                                                                |
| 8-6-2021                                                               | Poznań                                                                 | Polonia                                                                | 2 – 2                                                                  | Islanda                                                                | Amichevole                                                             | 1                                                                      | 90+1’                                                                  |
| 2-9-2021                                                               | Reykjavík                                                              | Islanda                                                                | 0 – 2                                                                  | Romania                                                                | Qual. Mondiali 2022                                                    | -                                                                      | 79’                                                                    |
| 5-9-2021                                                               | Reykjavík                                                              | Islanda                                                                | 2 – 2                                                                  | Macedonia del Nord                                                     | Qual. Mondiali 2022                                                    | -                                                                      |                                                                        |
| 8-9-2021                                                               | Reykjavík                                                              | Islanda                                                                | 0 – 4                                                                  | Germania                                                               | Qual. Mondiali 2022                                                    | -                                                                      | 80’                                                                    |
| 8-10-2021                                                              | Reykjavík                                                              | Islanda                                                                | 1 – 1                                                                  | Armenia                                                                | Qual. Mondiali 2022                                                    | -                                                                      |                                                                        |
| 11-10-2021                                                             | Reykjavík                                                              | Islanda                                                                | 4 – 0                                                                  | Liechtenstein                                                          | Qual. Mondiali 2022                                                    | 2                                                                      |                                                                        |
| 11-11-2021                                                             | Bucarest                                                               | Romania                                                                | 0 – 0                                                                  | Islanda                                                                | Qual. Mondiali 2022                                                    | -                                                                      | 90’                                                                    |
| 14-11-2021                                                             | Skopje                                                                 | Macedonia del Nord                                                     | 3 – 1                                                                  | Islanda                                                                | Qual. Mondiali 2022                                                    | -                                                                      | 86’                                                                    |
| 29-3-2022                                                              | La Coruña                                                              | Spagna                                                                 | 5 – 0                                                                  | Islanda                                                                | Amichevole                                                             | -                                                                      | 68’                                                                    |
| 2-6-2022                                                               | Haifa                                                                  | Israele                                                                | 2 – 2                                                                  | Islanda                                                                | UEFA Nations League 2022-2023 - 1º turno                               | -                                                                      | 60’                                                                    |
| 9-6-2022                                                               | Serravalle                                                             | San Marino                                                             | 0 – 1                                                                  | Islanda                                                                | Amichevole                                                             | -                                                                      | 87’                                                                    |
| 13-6-2022                                                              | Reykjavík                                                              | Islanda                                                                | 2 – 2                                                                  | Israele                                                                | UEFA Nations League 2022-2023 - 1º turno                               | -                                                                      | 90’                                                                    |
| 17-6-2023                                                              | Reykjavík                                                              | Islanda                                                                | 1 – 2                                                                  | Slovacchia                                                             | Qual. Euro 2024                                                        | -                                                                      |                                                                        |
| 20-6-2023                                                              | Reykjavík                                                              | Islanda                                                                | 0 – 1                                                                  | Portogallo                                                             | Qual. Euro 2024                                                        | -                                                                      | 45’                                                                    |
| 21-3-2024                                                              | Budapest                                                               | Israele                                                                | 1 – 4                                                                  | Islanda                                                                | Qual. Euro 2024                                                        | 3                                                                      |                                                                        |
| 26-3-2024                                                              | Breslavia                                                              | Ucraina                                                                | 2 – 1                                                                  | Islanda                                                                | Qual. Euro 2024                                                        | 1                                                                      | 90’                                                                    |
| 20-3-2025                                                              | Pristina                                                               | Kosovo                                                                 | 2 – 1                                                                  | Islanda                                                                | UEFA Nations League 2024-2025 - Play-off                               | -                                                                      | 65’                                                                    |
| 23-3-2025                                                              | Murcia                                                                 | Islanda                                                                | 1 – 3                                                                  | Kosovo                                                                 | UEFA Nations League 2024-2025 - Play-off                               | -                                                                      | 70’                                                                    |
| 6-6-2025                                                               | Glasgow                                                                | Scozia                                                                 | 1 – 3                                                                  | Islanda                                                                | Amichevole                                                             | -                                                                      |                                                                        |
| 10-6-2025                                                              | Belfast                                                                | Irlanda del Nord                                                       | 1 – 0                                                                  | Islanda                                                                | Amichevole                                                             | -                                                                      | 73’                                                                    |
| Totale                                                                 |                                                                        | Presenze                                                               | 41                                                                     |                                                                        | Reti                                                                   | 10                                                                     |                                                                        |

| Cronologia completa delle presenze e delle reti in nazionale ― Islanda under 21 | Cronologia completa delle presenze e delle reti in nazionale ― Islanda under 21 | Cronologia completa delle presenze e delle reti in nazionale ― Islanda under 21 | Cronologia completa delle presenze e delle reti in nazionale ― Islanda under 21 | Cronologia completa delle presenze e delle reti in nazionale ― Islanda under 21 | Cronologia completa delle presenze e delle reti in nazionale ― Islanda under 21 | Cronologia completa delle presenze e delle reti in nazionale ― Islanda under 21 | Cronologia completa delle presenze e delle reti in nazionale ― Islanda under 21 |
| Data                                                                            | Città                                                                           | In casa                                                                         | Risultato                                                                       | Ospiti                                                                          | Competizione                                                                    | Reti                                                                            | Note                                                                            |
| ------------------------------------------------------------------------------- | ------------------------------------------------------------------------------- | ------------------------------------------------------------------------------- | ------------------------------------------------------------------------------- | ------------------------------------------------------------------------------- | ------------------------------------------------------------------------------- | ------------------------------------------------------------------------------- | ------------------------------------------------------------------------------- |
| 26-3-2015                                                                       | Târgu Mureș                                                                     | Romania under 21                                                                | 3 – 0                                                                           | Islanda under 21                                                                | Amichevole                                                                      | -                                                                               | 82’                                                                             |
| 6-9-2016                                                                        | Caen                                                                            | Francia under 21                                                                | 2 – 0                                                                           | Islanda under 21                                                                | Qual. Europeo Under-21 2017                                                     | -                                                                               | 78’                                                                             |
| 11-10-2016                                                                      | Reykjavík                                                                       | Islanda under 21                                                                | 2 – 4                                                                           | Ucraina under 21                                                                | Qual. Europeo Under-21 2017                                                     | -                                                                               | 78’                                                                             |
| 22-3-2017                                                                       | Tbilisi                                                                         | Georgia under 21                                                                | 3 – 1                                                                           | Islanda under 21                                                                | Amichevole                                                                      | -                                                                               | 63’                                                                             |
| 25-3-2017                                                                       | Tbilisi                                                                         | Georgia under 21                                                                | 4 – 4                                                                           | Islanda under 21                                                                | Amichevole                                                                      | -                                                                               |                                                                                 |
| 4-9-2017                                                                        | Reykjavík                                                                       | Islanda under 21                                                                | 2 – 3                                                                           | Albania under 21                                                                | Qual. Europeo Under-21 2019                                                     | -                                                                               |                                                                                 |
| 5-10-2017                                                                       | Poprad                                                                          | Slovacchia under 21                                                             | 0 – 2                                                                           | Islanda under 21                                                                | Qual. Europeo Under-21 2019                                                     | 2                                                                               |                                                                                 |
| 10-10-2017                                                                      | Elbasan                                                                         | Albania under 21                                                                | 0 – 0                                                                           | Islanda under 21                                                                | Qual. Europeo Under-21 2019                                                     | -                                                                               |                                                                                 |
| 9-11-2017                                                                       | Murcia                                                                          | Spagna under 21                                                                 | 1 – 0                                                                           | Islanda under 21                                                                | Qual. Europeo Under-21 2019                                                     | -                                                                               |                                                                                 |
| 14-11-2017                                                                      | Tallinn                                                                         | Estonia under 21                                                                | 2 – 3                                                                           | Islanda under 21                                                                | Qual. Europeo Under-21 2019                                                     | 1                                                                               |                                                                                 |
| 26-3-2018                                                                       | Coleraine                                                                       | Irlanda del Nord under 21                                                       | 0 – 0                                                                           | Islanda under 21                                                                | Qual. Europeo Under-21 2019                                                     | -                                                                               |                                                                                 |
| 6-9-2018                                                                        | Kópavogur                                                                       | Islanda under 21                                                                | 5 – 2                                                                           | Estonia under 21                                                                | Qual. Europeo Under-21 2019                                                     | 1                                                                               |                                                                                 |
| 11-9-2018                                                                       | Reykjavík                                                                       | Islanda under 21                                                                | 2 – 3                                                                           | Slovacchia under 21                                                             | Qual. Europeo Under-21 2019                                                     | 2                                                                               |                                                                                 |
| Totale                                                                          |                                                                                 | Presenze                                                                        | 13                                                                              |                                                                                 | Reti                                                                            | 6                                                                               |                                                                                 |

## Palmarès

### Club

#### Competizioni nazionali
- Campionato olandese: 1

PSV: 2017-2018